# 燕罗街道
燕罗街道是中华人民共和国广东省深圳市宝安区下辖的一个街道办事处，名称取自辖区内的旧水塘——“燕罗塘”。辖区总面积27.15平方公里，下辖山门、洪桥头、燕川、罗田、塘下涌等5个社区，街道办事处驻燕川社区居委会办公大楼。
燕罗街道原为松岗镇，松岗街道的一部分。2016年12月26日，深圳市宝安区行政区划调整，管辖的街道由原来的6个拆分为10个，同时新设燕罗街道。